# Gerickesteg
Der Gerickesteg ist eine Fußgängerbrücke über die Spree östlich des S-Bahnhofs Bellevue. Er dient hauptsächlich dem Zugang zur Stadtbahn aus dem Moabiter Wohngebiet zwischen Alt-Moabit und der Spree. Die Brücke wurde 1914–1915 nach Entwürfen von Bruno Möhring errichtet und nach Beschädigung im Zweiten Weltkrieg vereinfacht wiederhergestellt.

## Vorgeschichte
Mit dem Bau der Stadtbahn um 1880 wurde östlich des S-Bahnhofs Bellevue eine viergleisige Eisenbahnbrücke über die Spree errichtet. In der Mittelachse der Brücke wurde ein öffentlicher Fußweg als Zugang zum S-Bahnhof von der nördlichen Spreeseite angelegt, der den Namen Bellevuesteg erhielt. Der Volksmund nannte sie damals aufgrund des Lärms der darüberhinwegfahrenden Züge auch „Bullerbrücke“. Mit steigenden Verkehrslasten auf der Stadtbahn traten Schäden an der Eisenbahnbrücke auf, sodass ein Umbau erforderlich wurde. Die Planung schloss aber eine weitere Nutzung des Fußgängerstegs aus; für die Aufrechterhaltung der Erreichbarkeit des Stadtbahnhofs wurde deshalb zunächst der Gerickesteg als separate Fußgängerbrücke geplant und ausgeführt. Der Umbau der Eisenbahnbrücke erfolgte danach mit kriegsbedingter Verzögerung von April 1917 bis Dezember 1918.

## Bau

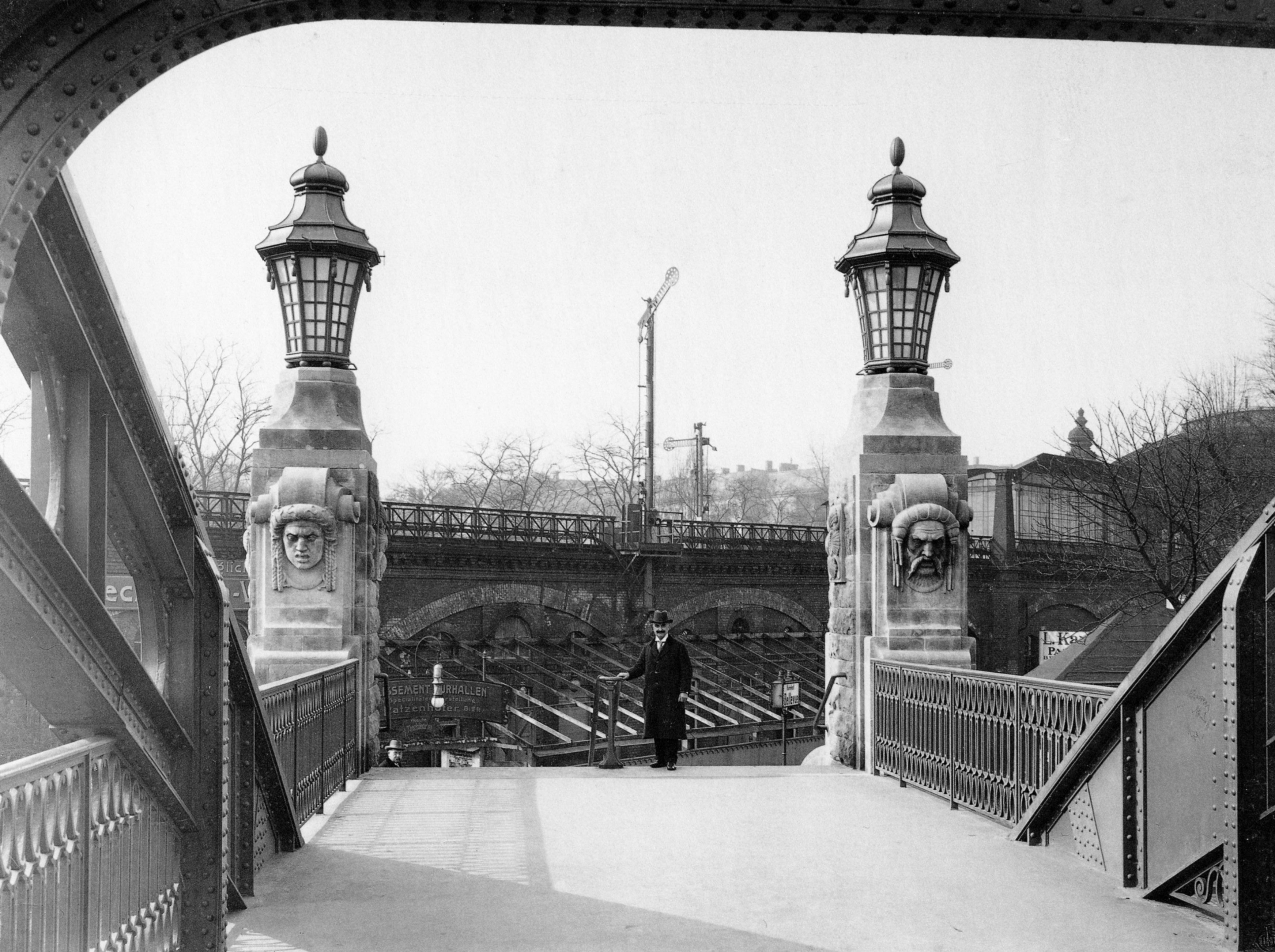
Originalzustand 1915

Die Fußgängerbrücke wurde unter Beteiligung der in der kommunalen Bauverwaltung tätigen Ingenieure Friedrich Krause, Fritz Hedde und Emil Usinger als Bogenbrücke mit sichelförmigen Bogenträgern konstruiert. So konnte eine Spannweite von 52 Metern ohne die Schifffahrt behindernde Zwischenstützen erreicht werden. Die fünf Meter breite Gehbahn wurde tiefliegend in den Bogen eingehängt, sodass eine Durchfahrtshöhe von vier Metern für die Schifffahrt verblieb. Die Brücke überspannt die Spree rechtwinklig zwischen dem Helgoländer Ufer und dem Holsteiner Ufer. Die Sichelbögen sind an ihren Enden als Vollwandträger ausgebildet, in der Mitte dagegen als Vierendeelträger (zeitgenössisch auch als „strebenloses Fachwerk“ umschrieben).
Die Bauwerke für Treppen und Widerlager beidseits der Brücke wurden aus Beton erstellt und mit Dolomitporphyr und Granit verkleidet. Die dekorative Ausgestaltung der Brücke entwarf der mit vergleichbaren Aufgaben bekannt gewordene Berliner Architekt Bruno Möhring. Die Treppenbrüstungen wurden an der Brückenseite pfeilerartig in die Höhe gezogen und mit einer Jugendstil-Laterne bekrönt. Den bildnerischen Schmuck in Form von Masken an den Brüstungen schufen die Berliner Bildhauer Georg Roch und Hermann Feuerhahn.
Baubeginn für die Brücke war im Oktober 1913, die Eröffnung erfolgte nach gut 16 Monaten am 30. Januar 1915, der Name Bellevuesteg wurde vom Vorgänger übernommen. Die Baukosten betrugen rund 133.000 Mark (kaufkraftbereinigt in heutiger Währung: rund 648.000 Euro). Am 31. Mai 1920 wurde der Bellevuesteg in Gerickesteg umbenannt. Dies geschah anlässlich eines Jubiläums zu Ehren des Berliner Kaufmanns und Stadtverordneten Wilhelm Gericke (* 19. Januar 1838; † 12. Juni 1926). Wegen seines Engagements für die Entwicklung Moabits und seiner Verdienste als Mitglied der Kanaldeputation nannte ihn der Volksmund auch „König von Moabit“.

## Beschädigung und Wiederherstellung

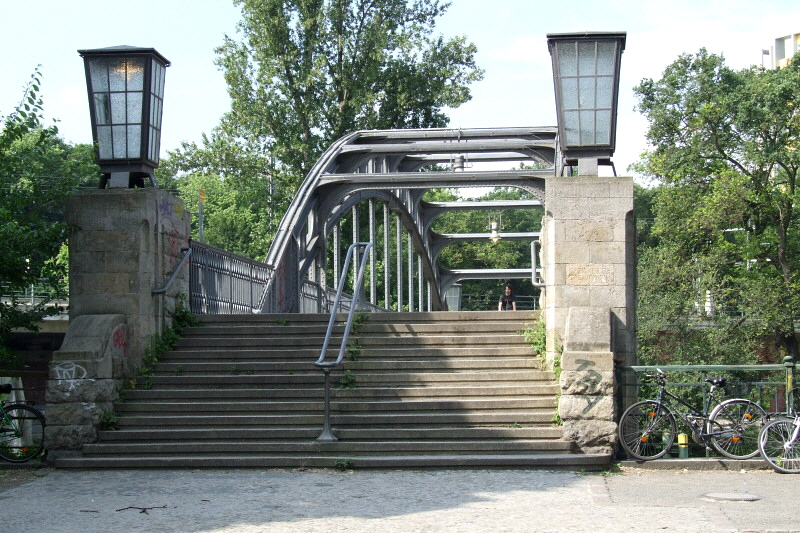
Treppenaufgang zum Gerickesteg

Wie rund 20 weitere Brücken in Berlin sprengten im Zweiten Weltkrieg gegen Ende der Schlacht um Berlin Spezialisten der Wehrmacht auch den Gerickesteg, um den Vormarsch der Roten Armee zu behindern. Das südliche Ende versank in der Spree, blieb aber in sich intakt und konnte 1947 gehoben werden. Größere Beschädigungen betrafen vor allem die Treppenbauwerke. Die komplette Wiederherstellung erfolgte 1949/1950 in vereinfachter Form. Der Bauschmuck von Roch und Feuerhahn wurde nicht erneuert und die Jugendstil-Laternen Möhrings wurden durch schlichte Leuchten ersetzt. 1987 erfolgte zur 750-Jahr-Feier Berlins eine Sanierung des Bauwerks.
Eine Besonderheit ist, dass der Gerickesteg seit seiner Errichtung 1914/1915 mit Gaslaternen beleuchtet wird. Dies gilt sowohl für die vier Pylone an den beiden Auf- und Abgängen zur Brücke als auch für die zwei auf dem Steg montierten Hängeleuchten. Zuletzt wurden alle sechs Leuchten im Dezember 2008 mit einer komplett neuen Gasbeleuchtungstechnik ausgestattet. Der Gasbetrieb erfolgt durch eine Rohrleitung, die auf der Brücke montiert ist. Seit Ende 2010 sind die Gasleuchten wegen eines defekten Gasrohrs außer Betrieb, im Februar 2011 wurden sie sogar abmontiert. Die Senatsverwaltung für Stadtentwicklung plant, den Gerickesteg mit einer elektrischen Beleuchtung zu versehen, was den Charakter der Brücke so verändern dürfte, dass der Denkmalschutz infrage gestellt werden wird. Mittelfristig will die Senatsverwaltung nahezu sämtliche Berliner Gasleuchten entfernen.